# 永兴 (前秦)
永兴（357年六月-359年五月）是十六国时期前秦政权前秦宣昭帝苻坚的第一个年号，共计3年。
永兴三年六月改元甘露元年。

## 纪年
| 永兴 | 元年  | 二年  | 三年  |
| ---- | ----- | ----- | ----- |
| 公元 | 357年 | 358年 | 359年 |
| 干支 | 丁巳  | 戊午  | 己未  |

## 参看
- 中国年号索引
- 其他时期使用的永兴年号
- 同期存在的其他政权年号
  - 升平（357年-361年）：东晋皇帝晉穆帝司馬聃的年号
  - 建兴：前凉政权年号
  - 光寿（357年二月-359年）：前燕政权慕容儁年号
  - 建国（338年十一月-376年）：代政权拓跋什翼犍年号